# Zoltán Pető
Zoltán Pető (ur. 19 września 1974 w Szolnoku) – węgierski piłkarz występujący na pozycji obrońcy, reprezentant kraju.

## Życiorys
Junior Debreceni VSC, w 1991 roku został włączony do pierwszej drużyny. Jego pierwszym seniorskim spotkaniem był mecz przeciwko Szolnoki MÁV MTE, zremisowany 0:0. W 1993 roku awansował z DVSC do NB I. W najwyższej klasie rozgrywkowej zadebiutował 14 sierpnia w wygranym 2:1 meczu z Videotonem. W 1999 roku zdobył z klubem Puchar Węgier. Ogółem dla Debreceni VSC Pető rozegrał ponad 200 ligowych meczów. Klub opuścił wskutek sukcesywnego osłabiania drużyny, przechodząc na początku 2000 roku do KFC Verbroedering Geel. W okresie gry w tym zespole Węgier zadebiutował w reprezentacji, co miało miejsce 26 kwietnia 2000 roku w wygranym 1:0 towarzyskim meczu z Irlandią Północną. Po zakończeniu sezonu wrócił na Węgry, podpisując kontrakt z MTK, skąd na dwa lata został wypożyczony do Újpestu, z którym w 2002 roku zdobył puchar kraju. Po powrocie do MTK, w sezonie 2002/2003 Pető wywalczył z klubem mistrzostwo Węgier. W 2004 roku piłkarz przeszedł do tureckiego Kayserisporu. Po zmianie trenera Pető przestawał otrzymywać szanse na grę i w grudniu został zwolniony na wolny transfer. Na początku 2005 roku został zatrudniony przez FC Brussels, gdzie do 2008 roku wystąpił w 83 meczach Eerste klasse. Następnie grał w FC Felcsút i Szolnoki MÁV FC, z którym w 2010 roku awansował do NB I. Od 2011 roku występował w klubach niższych lig. Karierę zawodniczą zakończył w 2014 roku.
Od 2016 roku jest dyrektorem technicznym w Puskás Akadémia FC.

## Statystyki ligowe
| Sezon         | Klub                           | Liga          | Mecze | Gole |
| ------------- | ------------------------------ | ------------- | ----- | ---- |
| 1991/1992     | Debreceni VSC                  | NB II         | 3     | 0    |
| 1992/1993     | Debreceni VSC                  | NB II         | 29    | 3    |
| 1993/1994     | Debreceni VSC                  | NB I          | 28    | 3    |
| 1994/1995     | Debreceni VSC                  | NB I          | 26    | 1    |
| 1995/1996     | Debreceni VSC-Epona            | NB I          | 27    | 1    |
| 1996/1997     | Debreceni VSC-Epona            | NB I          | 25    | 1    |
| 1997/1998     | Debreceni VSC-Epona            | NB I          | 31    | 1    |
| 1998/1999     | Debreceni VSC-Epona            | NB I          | 30    | 1    |
| 1999/2000 (j) | Debreceni VSC                  | NB I          | 15    | 0    |
| 1999/2000 (w) | KFC Verbroedering Geel         | Eerste klasse | 10    | 2    |
| 2000/2001     | Újpest FC                      | NB I          | 17    | 0    |
| 2001/2002     | Újpest FC                      | NB I          | 22    | 0    |
| 2002/2003     | MTK Hungária                   | NB I          | 10    | 0    |
| 2003/2004     | Matáv FC Sopron                | NB I          | 28    | 2    |
| 2004/2005 (j) | Kayserispor                    | Süper Lig     | 4     | 0    |
| 2004/2005 (w) | FC Brussels                    | Eerste klasse | 9     | 0    |
| 2005/2006     | FC Brussels                    | Eerste klasse | 28    | 1    |
| 2006/2007     | FC Brussels                    | Eerste klasse | 29    | 1    |
| 2007/2008     | FC Brussels                    | Eerste klasse | 17    | 0    |
| 2008/2009     | FC Felcsút                     | NB II         | 22    | 0    |
| 2009/2010     | Szolnoki MÁV FC                | NB II         | 22    | 2    |
| 2010/2011 (j) | Szolnoki MÁV FC                | NB I          | 13    | 0    |
| 2010/2011 (w) | Törteli KSK                    | Megye I       | 14    | 1    |
| 2011/2012     | Nagykőrösi Kinizsi TL FC       | Megye I       | 26    | 7    |
| 2012/2013     | Nagykőrösi Kinizsi - Törtel FC | NB III        | 22    | 1    |